# Фортечні мури Баку
    Світова спадщина    Баку: Стара фортеця в Баку з Палацом ширваншахов і Дівочої ВежеюWalled City of Baku with the Shirvanshah's Palace and Maiden Tower Країна АзербайджанТипКультурнийКритеріїivОб'єкт №958Регіон ЮНЕСКОЄвропа і Північна АмерикаІсторія реєстраціїЗареєстровано:2000 (24 сесія)
Фортечні мури (азерб. Qala divarları — мури й башти, що оточують середньовічне Старе місто Баку — Ічері-шехер. Місто Баку, як свідчать ілюстрації мандрівників та світлини кінця XIX століття, було оточене двома рядами мурів. З них до наших днів збереглася лише одна висока кам'яна стіна з кількома воротами. Ці ворота за часів шаха Аббаса I і пізніше неодноразово реставрували .

Фортечні мури міста складались з веж, бійниць, бенкетів та машикулів, і служила надійним захистом міста . Протяжність мурів сьогодні становить 500 метрів, хоча в середні віки вона становила 1500 м. Ширина стін — 3,5 м, висота ж — 8-10 м.

## Історія

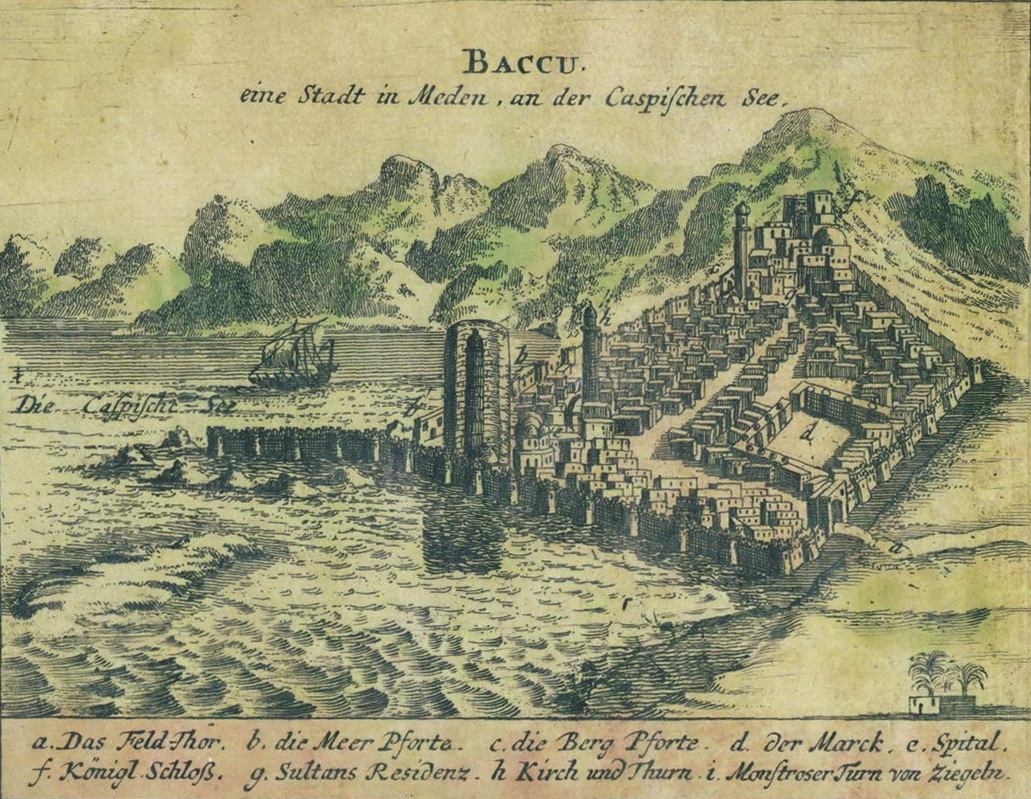
Малюнок Енгельберта Кемпфера 1630 року, на якому видно мури і башти Баку, що йдуть до моря

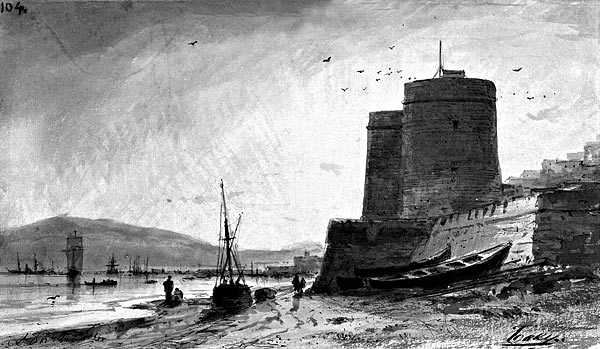
Малюнок Олексія Боголюбова, на якому видно нині не існуюча частина мурів біля моря поблизу Дівочої вежі

Фортечні мури Баку описували такі мандрівники, як Абд ар-Рашид Бакуві (1403), Евлія Челебі (1647), Енгельберт Кемпфер (1683), Йоганн Якоб Лерхе (1734), Самуїл Готліб Гмелін (1770), Ілля Миколайович Березін (1842) та інші.
Фортечні мури міста колись підходили до самого Каспійського моря. В результаті тектонічних процесів обриси узбережжя часто змінювалися і рівень моря різко знизився. Внаслідок цього фортеця відокремлена від моря широкою смугою суші, де пізніше з'явився приморський бульвар і проспект Нафтовиків .
З боку суші фортецю захищав широкий і глибокий рів, який заповнювався водою з джерел підземними водопроводами, які йшли в сторону фортеці трьома напрямками . З боку моря, тобто з півдня, завжди була одна стіна .
В стародавній системі укріплень міста певну роль грали і мури і башти, що йдуть до моря у напрямку до залишків Сабаїльського замку в Бакинській бухті. Їх можна бачити і на малюнку Енгельберта Кемпфера, який відвідав Баку в XVII столітті. Також у результаті каналізаційних робіт 1927 року на глибині 2,75 м були виявлені залишки мурів фортеці, яка простягалася до моря в районі Дівочої вежі. Ці більш ранні мури передували нині існуючим і були зведені в період заснування феодального міста .
З приєднанням міста Баку до Російської Імперії (1806), мури були включені до списку штатних фортець. Відтепер мури знаходилися в підпорядкуванні Інженерного департаменту Військового міністерства як фортеці 1-го класу. У 1808—1810 роках фельдшанц і бастіони були замінені і виправлені. Виправлення помітні на Генеральному плані Бакинської фортеці, складеному в 1817 році.
У 1867 році Бакинська фортеця перестала вважатися однією з військових фортець. У мурі вище Шемахинських воріт з ініціативи купця Гаджи Зейналабдіна Тагієва були побудовані нові ворота під назвою Верхні (Тагієвські.)
У 1879 році з ініціативи губернатора міста — В. М. Позена була заснована особлива комісія для огляду фортечних мурів.
З 1883 по 1888 роки зовнішній фортечний мур була знесено. У 1887 році були відкриті нові ворота. Після цього Шемахинські ворота перетворилися на парні ворота: Гоша Гала Гаписи.
У 1954 році результаті обвалення в одній з напіввеж північного міського муру  була знайдена велика кам'яна плита з трьохрядковим написом XII століття арабською мовою, виконана куфічним почерком, яка була частиною напису, що не збереглася. Камінь нині експонується в Музеї історії Азербайджану в Баку, а напис повідомляє про побудову мурів міста ширваншахом Манучехром III (1120—1160) у першій половині XII століття .
|  | | Репродукція напису |
|  | Наказав побудувати (цей) міський мур Мелік звеличений, премудрий, справедливий, переможний, який перемагає, муджахид (воїн за віру), гордість релігії і держави, опора ісламу і мусульм, хакан найбільший, Шірваншах великий Абу-л-ХАЙДЖИ Мінучіхр, ібн … . |                    |

У XVII столітті з'явився другий ряд фортечних мурів . Так, в 1608 / 1609 роках під час правління шаха Аббаса I мури міста були відновлені, і за наказом Зульфігар-хана були побудовані зовнішні мури. Про це повідомляє напис на воротах з датою будівництва 1017 року хіджри (1608/1809 роки).
Також в середні століття до міста було 5 входів. У 1656 році Баку відвідав турецький мандрівник Евлія Челебі. Він писав:
|  | Бакинська фортеця, що знаходиться на березі Каспійського моря, побудована на високому пагорбі і представляє красиву квадратну фортецю. Внутрішня фортеця має ворота, звернені на Захід. Ворота з нахічеванського заліза |

.
На початку XIX століття по внутрішньому обводу мурів була прокладена кільцева вулиця (нині — Мала Фортечна, або Кичик Гала). У 80-х роках XIX століття другий ряд мурів був знесений . Так, ще в 1868 році військовий губернатор міста Баку звернувся до Кавказького військового округу, запропонувавши знести мури з метою благоустрою міста. 1870 року було отримано дозвіл знести зовнішній ярус фортечних мурів. У 1886 році це питання ще раз піднімався на засіданні Думи і в результаті зовнішні мури були знесені, а побудовані Зульфігар-ханом ворота зі знесених зовнішніх фортечних мурів були поміщені поруч з Шемахинськими воротами першого ярусу мурів. Нині ці ворота називаються в народі Парними воротами («Гоша гала гаписи»).

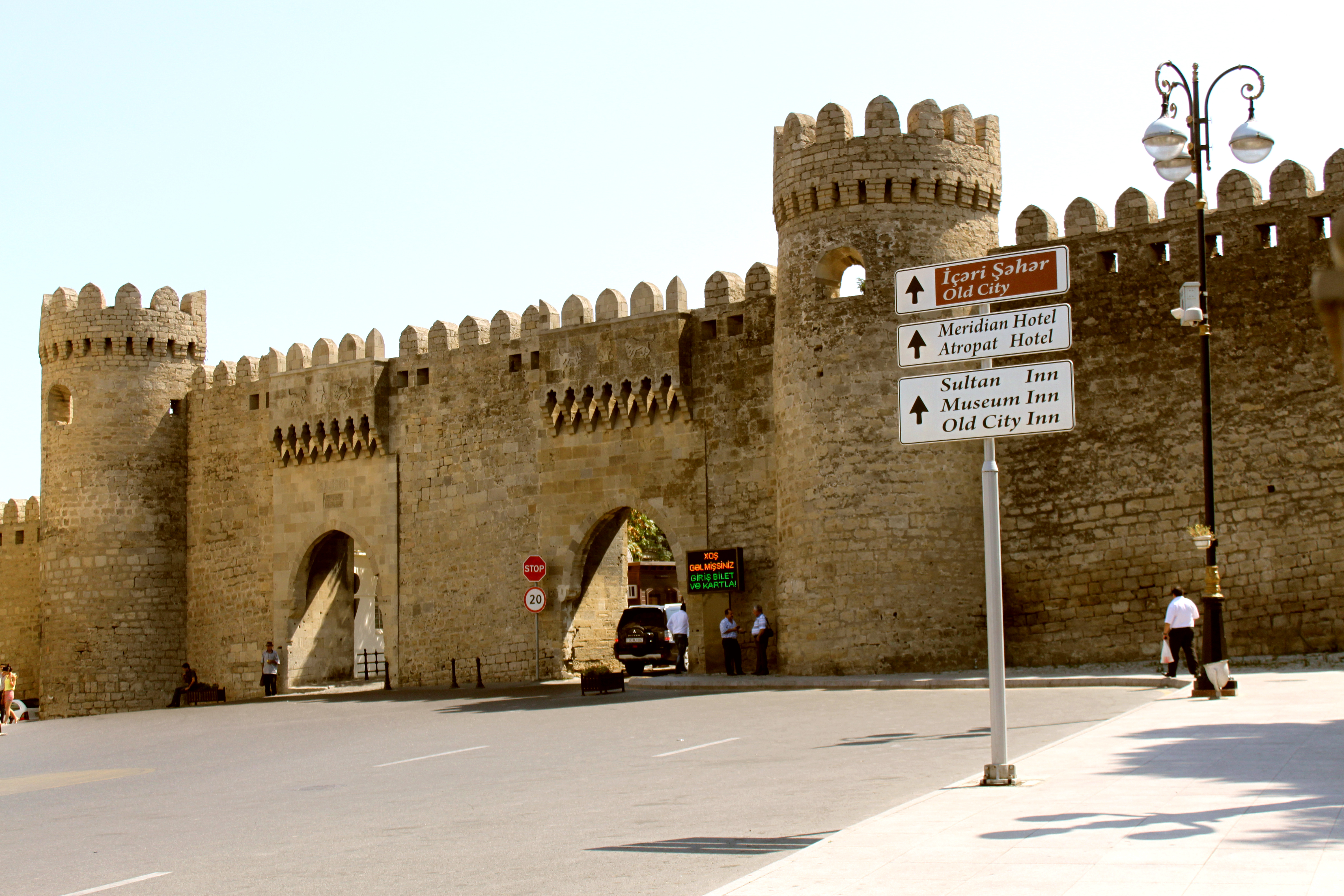
Шемахинські або Парні ворота фортеці (зліва ворота Зульфігар-хана, побудовані на початку XVII століття)
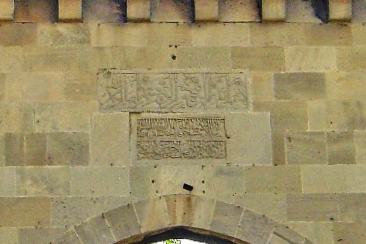
Напис на воротах Зульфігар-хана
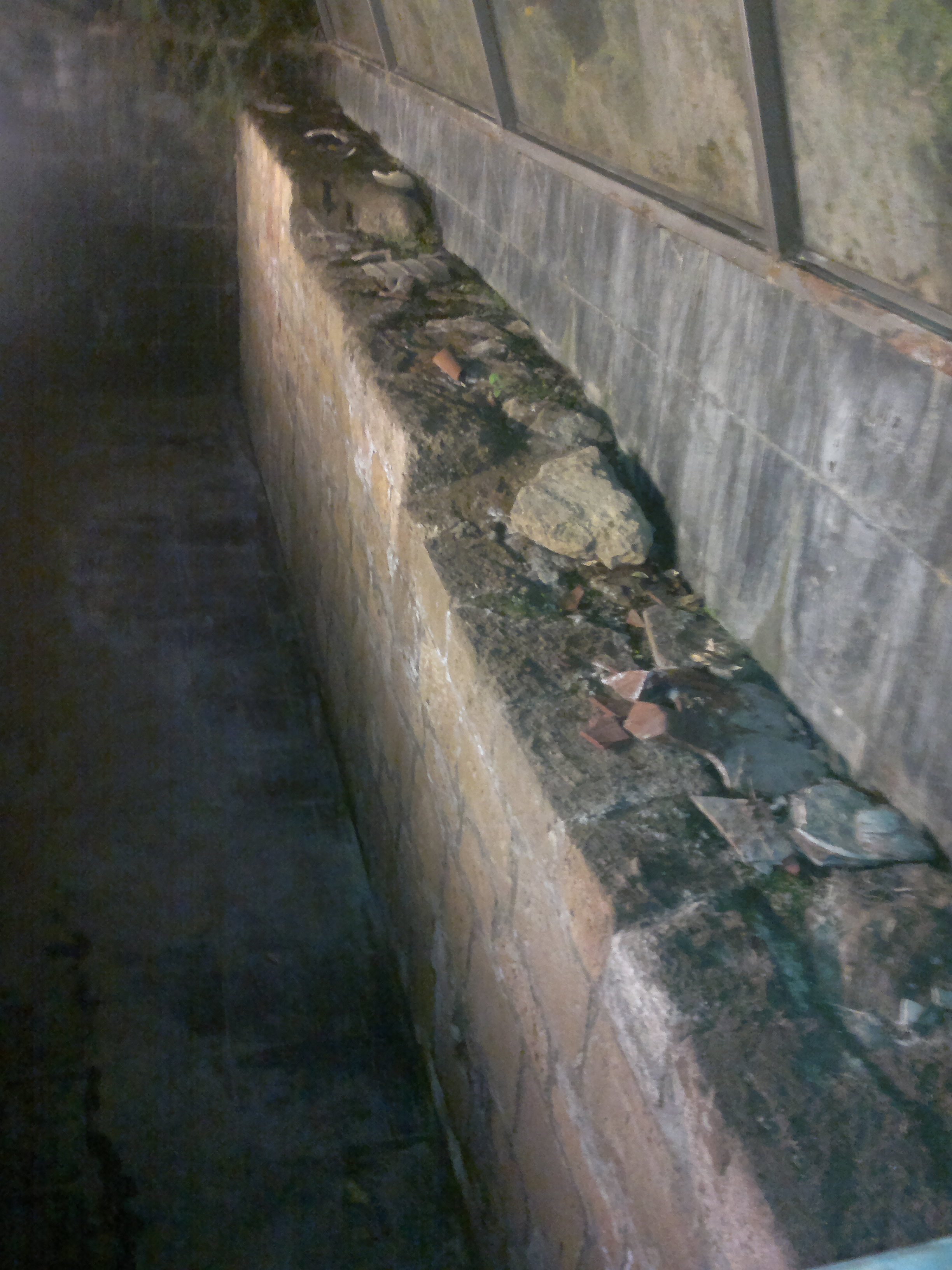
Зберігся фундамент другого зовнішнього ряду мурів міста

### Плани міста
Первинний план міста Баку був складений російською армією в 1723 році. На плані відзначені міські ворота (Шемахинські (нині Гоша Гала Гаписи) і Гірські (Сальянські, нині в саду біля Азнефті)), мури, а також троє морських воріт.
На плані 1738 року відзначені бастіони, фельдшанець, а також боннети.
На плані 1796 року було зафіксовано руйнування внутрішньої і зовнішньої стін біля східної частини.

## Фортечні мури на поштових марках і грошових купюрах

Фортечні мури на поштових марках і грошових купюрах
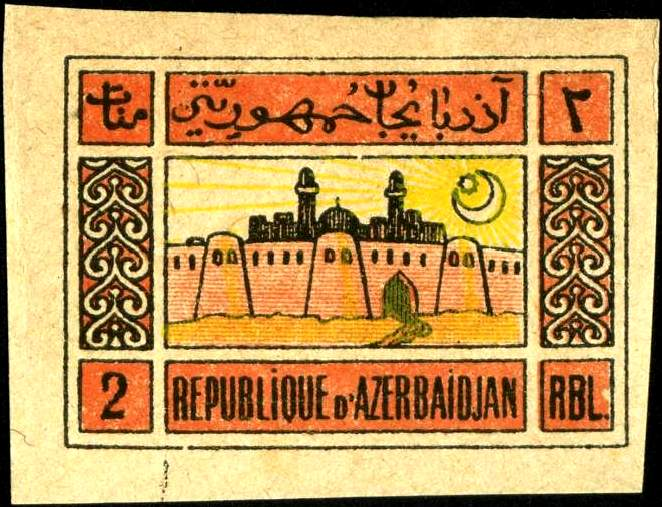
Поштова марка Азербайджану, 1920
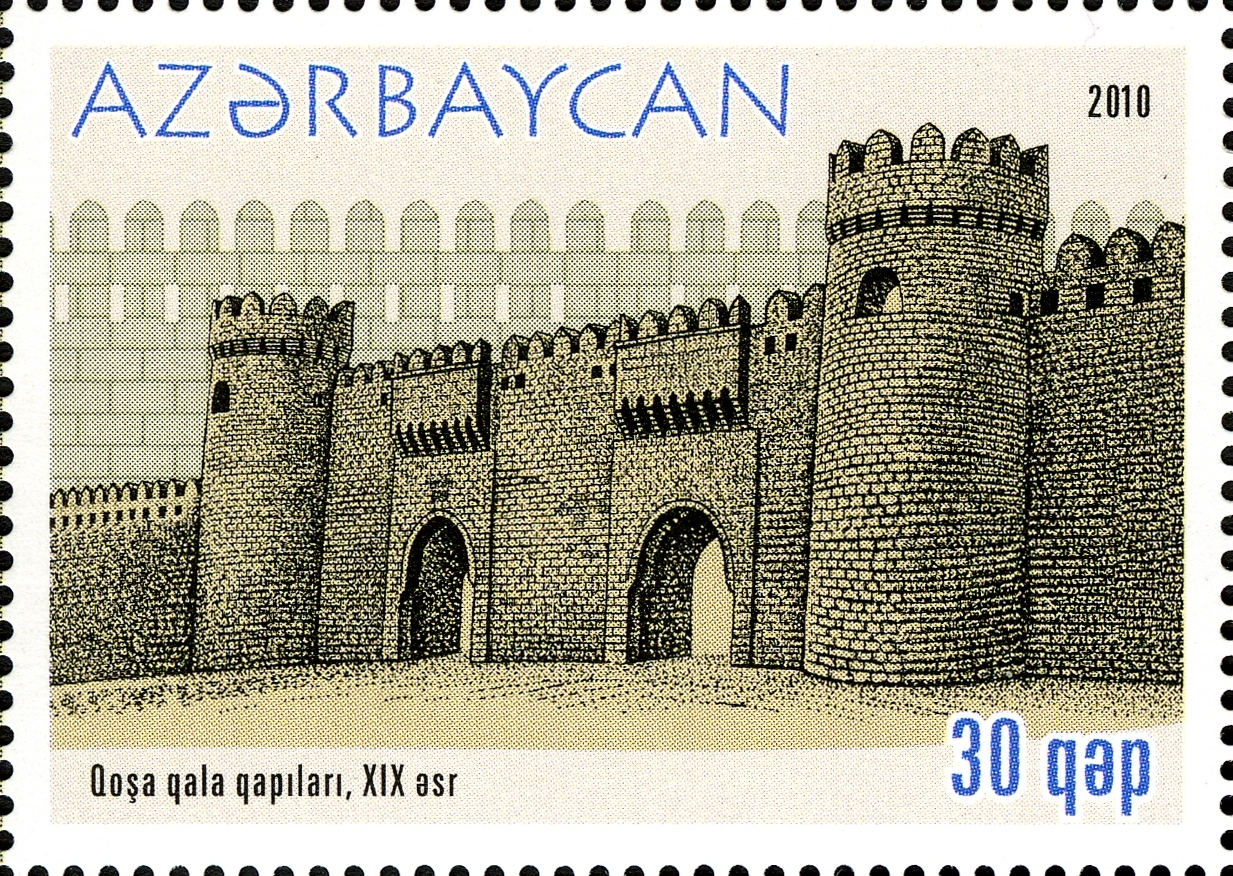
Поштова марка Азербайджану 2010
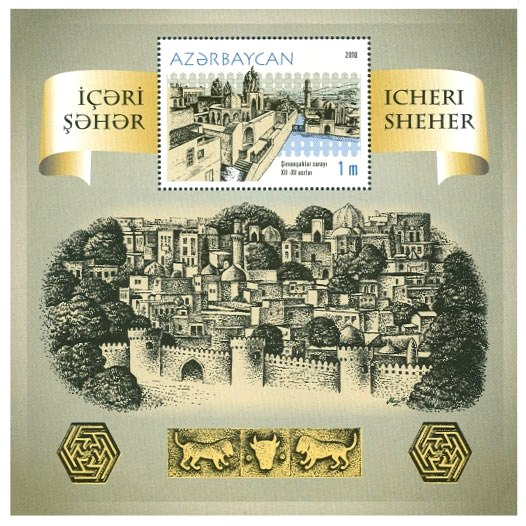
Поштова марка Азербайджану 2010
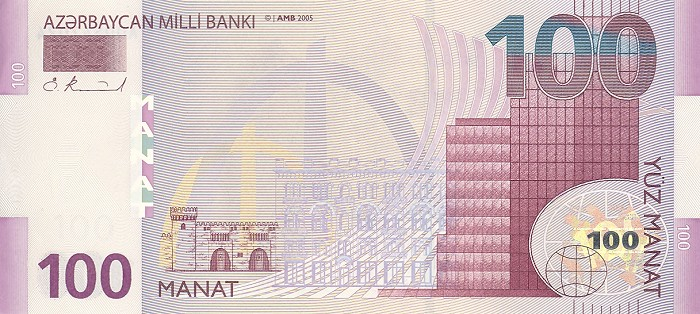
Фортечні мури на азербайджанської банкноті номіналом в 100 манат